# Glidlager
Glidlager är ett lager för att uppta krafter som bygger på en bärande vätskefilm, vanligen olja eller fett.

## Beskrivning
Glidlager i klassisk mening finns både som axial- och radiallager och bygger på en bärande vätskefilm, en så kallad hydrodynamisk smörjfilm, mellan två huvuddelar, en bärande del och lagertappen som ska lagras. Lagertappen ställer in sig snett i lagret när smörjoljefilmen byggs upp av tappens rotation i det kilformade utrymme som bildas mellan tapp och lagerhus. Tappen glider som på en "kudde" av trycket i smörjfilmen med en friktionskraft bestämd av smörjmedlets viskositet och tappens periferihastighet. Glidlagret rätt utformat ger ingen som helst kontakt mellan metallytorna vilket ger en mycket låg friktionskraft vid måttliga hastigheter och lagerslitaget blir enbart beroende av hur ren smörjoljan är.

## Historik

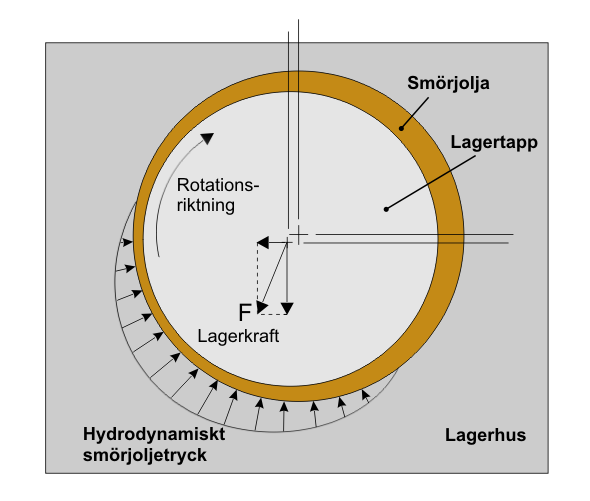
Glidlager med hydrodynamiskt uppbyggd smörjoljefilm för upptagning av radiella lagerkrafter.

Stribeckkurvan. Kurvan anger sambandet mellan friktionskraft och periferihastighet för axeltappen i ett glidlager med hydrodynamisk smörjning.

Den hydrodynamiska glidlagerteorin uppställdes av Osborne Reynolds på 1800-talet och vidareutvecklades av Sommerfeld och Gümbel på 1900-talet. Richard Stribeck utförde i början av 1900-talet vetenskapliga prov med glidlager som bland annat påvisade sambandet mellan friktionskraft och periferihastighet på lagertappen, ett samband som är känt som "Stribeck-kurvan". I zon I till II sker övergången mellan friktion vid kontakt mellan lagertapp och lagerhus vid låg hastighet, vidare via gränsskiktssmörjning till ett optimum i slutet av zon II vid full hydrodynamisk smörjning. Vid ökad hastighet i zon III ökar friktionskraften linjärt genom de viskösa förlusterna i smörjfilmen.
Glidlager, som i många fall inte kan ersättas av kul- eller rullager,  används inom en rad olika maskintyper, till exempel i förbränningsmotorer, ångturbiner, valsverk, propelleraxlar, stora kuggväxlar till fartyg, järnvägsaxlar och många andra maskintyper. 
Ofta används speciella detaljer till exempel bussningar tillverkade i speciella material med bra glidegenskaper. Det förekommer även att detaljernas material väljs så att de har bra glidegenskaper mot varandra utan att speciella bussningar eller liknande behöver användas.

## Smörjning
Oftast används smörjmedel mellan ytorna så att delarna inte kommer i kontakt mot varandra vid rörelse. Rörelse mellan glidytorna bygger vanligtvis upp en smörjfilm som håller ytorna, glidytorna, separerade helt eller delvis. Glidlager kan ta mycket stora laster och kan ha mycket låg friktion vid fullt utbildad smörjfilm. Vid långsamma rörelser, start och stopp är det dock svårare att få glidlager att fungera bra. Med bra konstruktion av glidlagret och bra smörjmedel går det dock även att till viss del klara dessa driftfall hyfsat bra. 
Vid långsamma rörelser används vanligtvis smörjmedel med stor bärighet, till exempel trögflytande smörjmedel och ibland även fasta smörjmedel. Vid kontakt mellan glidytorna kan det bli kemiska reaktioner som kan ge skikt med låg friktion. Smörjmedel kan innehålla ämnen som ger sådana effekter och även speciella tillsatser som skall bidra till detta. Smörjmedlet kan även innehålla fasta ämnen som bidrar till att ge låg friktion. Det gäller dock att vara försiktig med dessa tillsatser eftersom de kan vara aggressiva och påverka vissa glidytor negativt. Vid högre hastigheter är bärigheten vanligtvis inget problem, men däremot kan förluster i själva smörjmedlet bli stora. 
Vid högre hastigheter eftersträvas därför låga förluster i smörjmedlet och lättflutna smörjmedel (låg viskositet) är att föredra, som till exempel tunna oljor och ibland även luft. Med sin konstruktion är glidlagret det som tar minst utrymme, men samtidigt det lager som kan orsaka störst skada om lagret skär ihop.